# Reprezentacja Cypru w piłce siatkowej mężczyzn
Reprezentacja Cypru w piłce siatkowej mężczyzn — reprezentacja narodowa w piłce siatkowej założona w 1978 roku, występująca na arenie międzynarodowej od 1978 roku, czyli od powstania Narodowego Związku Piłki Siatkowej. Od 1980 roku jest członkiem FIVB i CEV. Za jej funkcjonowanie odpowiedzialny jest Kypriaki Omospondia Petosfairisis (KOP).

## Rozgrywki międzynarodowe
Mistrzostwa Europy Małych Państw:
- 2000 -  1.
- 2002 -  1.
- 2004 -  1.
- 2007 -  1.
- 2009 -  1.
- 2011 -  1.
- 2013 -  1.
- 2015 -  2.
- 2017 -  2.
- 2019 - nie brała udziału

Igrzyska małych państw Europy:
- 1987 -  1.
- 1989 -  1.
- 1991 - nie brała udziału
- 1993 -  1.
- 1995 -  1.
- 1997 -  1.
- 1999 -  1.
- 2001 -  2.
- 2003 -  1.
- 2005 -  1.
- 2007 -  1.
- 2009 -  1.
- 2011 -  2.
- 2013 -  1.
- 2015 - nie brała udziału
- 2017 -  2.
- 2019 -  2.